# Saab 9-4X
Saab 9-4X — среднеразмерный кроссовер автомобильной марки Saab, выпускавшийся в 2011 году компанией General Motors. Автомобиль планировался как ключевой элемент средства возвращения шведскому подразделению концерна рентабельности. Однако тяжелейшее финансовое положение всего концерна, вылившееся в банкротство, и стремительные перемены в его структуре не позволили организовать массовый выпуск модели. В итоге автомобильная компания Saab, отчуждённая из структуры GM, была вынуждена объявить о банкротстве. 

## Производство
Прототип Saab 9-4X был официально представлен потенциальным покупателям на автосалоне в Детройте в 2008 году под именем Saab 9-4X Concept. Первый экземпляр был произведён в феврале 2010 года и выставлен в музее Saab в Швеции. За первые 5 дней компании удалось реализовать на местном рынке свыше 100 экземпляров 9-4X. 
В продуктовой линейке он шёл заменой более крупному и технически консервативному внедорожнику Saab 9-7X. Серийное производство стартовало в 2011 году в мексиканском городе Рамос Ариспе совместно с соплатформенным Cadillac SRX. 
Уже в ноябре 2011 в разгар переговоров с потенциальными покупателями компании Saab GM объявил об остановке производства 9-4X. Камнем преткновения стали технические патенты GM, использованные в конструкции и производстве модели, нарушения которых опасался GM, что по сути оставляло Saab без средств существования, ведь все продукты НИОКР Saab со времени вхождения в GM в 1990 были патентами именно GM, а их значительная часть была продуктом других конструкторских центров GM и использовалась в других автомобилях концерна, в том числе в той же рыночной нише. Вероятно производство 9-4X закрыто окончательно.

## Интерьер и экстерьер
Серийный автомобиль практически идентичен концепту 2008 года по экстерьеру и похож на Saab 9-5 2 поколения внутри. В салоне Saab 9-4X небольшие изменения: появились новый рычаг коробки передач и кнопки над цветным многофункциональным дисплеем. В интерьер встроены электрические настройки передних кресел, складывающийся второй ряд сидений и опциональное дистанционное управление задней двери. На автомобиль установлены колеса R18 в базовом варианте и в 20-дюймовые в топовом «Aero».

## Технические характеристики
Saab 9-4X имел два возможных варианта бензинового двигателя V6: рабочим объёмом 2,8 л с турбонаддувом мощностью 300 л. с. и 3,0 л мощностью 265 л. с. Для европейского рынка — 2-литровый дизель с двойным турбонаддувом и мощностью 190 л. с.
Коробка передач одна — 6-диапазонный гидромеханический агрегат Aisin-Warner. 
Фирменный полный привод Advanced Saab XWD благодаря муфте Haldex подключает задний привод лишь при необходимости, также автомобиль оснащён адаптивной подвеской DriveSense. В настройках подвески можно выбирать между режимами Comfort, Sport и Eco.